# Tricholaena
Tricholaena is een geslacht uit de grassenfamilie (Poaceae). De soorten van dit geslacht komen voor in Europa, Afrika, gematigd Azië en tropisch Azië.

## Soorten
Van het geslacht zijn de volgende soorten bekend: 
- Tricholaena abbreviata
- Tricholaena amethystea
- Tricholaena arenaria
- Tricholaena atropurpurea
- Tricholaena bellespicata
- Tricholaena bicolor
- Tricholaena brevipila
- Tricholaena busseana
- Tricholaena capensis
- Tricholaena cheralieri
- Tricholaena chinensis
- Tricholaena congoensis
- Tricholaena delicatula
- Tricholaena dregeana
- Tricholaena eichingeri
- Tricholaena filifolia
- Tricholaena fragilis
- Tricholaena fusca
- Tricholaena gillettii
- Tricholaena glabra
- Tricholaena grandiflora
- Tricholaena insularis
- Tricholaena leucantha
- Tricholaena longiseta
- Tricholaena madagascaricnsis
- Tricholaena maroccana
- Tricholaena mascatensis
- Tricholaena melinioides
- Tricholaena micrantha
- Tricholaena microstachya
- Tricholaena minutiflora
- Tricholaena monachne
- Tricholaena monachyron
- Tricholaena nerviglumis
- Tricholaena obtecta
- Tricholaena repens
- Tricholaena rhodesiana
- Tricholaena rosea
- Tricholaena ruficoma
- Tricholaena rupicola
- Tricholaena saccharoides
- Tricholaena scabrida
- Tricholaena semidecumbens
- Tricholaena setacea
- Tricholaena setifolia
- Tricholaena sphacelata
- Tricholaena tanatricha
- Tricholaena teneriaffae
- Tricholaena teneriffae
- Tricholaena tonsa
- Tricholaena tuberculosa
- Tricholaena uniglumis
- Tricholaena vestita
- Tricholaena villosa
- Tricholaena violacea
- Tricholaena wighti